# Хищники (фильм, 1991)
«Хищники» — советский детективный фильм, снятый в 1991 году режиссёром Александром Косаревым по сценарию Анатолия Безуглова и самого Александра Косарева.

## Сюжет
В одном из сибирских заповедников убит приехавший из Москвы специалист по соболям Эдуард Авдонин. Дело поручено старшему следователю областной прокуратуры Ольге Павловне Дагуровой. Первоначально подозрение падает на лесников — Нила Осетрова и других, но следователь Дагурова и участковый Резвых по очереди отвергают эти версии. Внезапно в убийстве признается местный псих Флейта. Попутно выясняется, что погибший был браконьером, в сговоре с директором заповедника Гаем организовавшим нелегальный сбыт пушнины. Теперь жизнь следователя и свидетелей в опасности.

## В ролях
- Ирина Короткова — старший следователь Ольга Павловна Дагурова
- Пётр Вельяминов — участковый Арсений Николаевич Резвых
- Игорь Волков — лесник Нил Макеевич Осетров
- Александр Косарев — Сергей Сергеевич Гай, директор заповедника
- Игорь Кваша — Геннадий Писецкий, музыкант по кличке Флейта
- Даниил Нетребин — Артём Корнеевич, эксперт-баллистик
- Виталий Коротич — Виктор Алексеевич
- Роман Филиппов — Иван Иванович, следователь
- Светлана Немоляева — Авдонина, мать Эдуарда
- Эрнст Романов — Лев Романович, прокурор
- Людмила Иванова — врач-психиатр
- Екатерина Семёнова — Катя, певица и любовница Эдуарда Авдонина

## Съёмочная группа
- Режиссёр: Александр Косарев
- Сценаристы: Александр Косарев, Анатолий Безуглов
- Главный оператор: Владимир Фастенко
- Композитор: Юрий Антонов

## Песни в фильме
Певица Екатерина Семёнова впервые снялась в кино, в этом фильме она исполнила песню «Влюбленный чудак» (музыка Ю. Антонова на стихи режиссёра А. Косарева). В фильме прозвучала песня «Хмельная сирень» в исполнении Ю. Антонова на стихи Косарева.

## Съёмки
- Съёмки фильма проводились в Завидовском и Тебердинском государственных заповедниках.[источник не указан 940 дней]